# Hermione Hobhouse
Hermione Hobhouse est une historienne britannique née le 2 février 1934 à Castle Cary et décédée le 17 octobre 2014.

## Biographie

### Jeunesse
Hermione Hobhouse est née le 2 février 1934 dans la Hadspen House à Castle Cary, dans le Somerset. Elle est la fille de Arthur Hobhouse et de Konradin Huth Jackson. Elle est éduquée au Cheltenham Ladies' College et au Lady Margaret Hall à Oxford, ou elle étudie l'Histoire moderne. Sa sœur pense que l'exposition d'Hermione à l'architecture gothique victorienne pendant cette période, à déclencher son intérêt pour cette part de l'Histoire britannique. Le 2 juillet 1955, Lady Hobhouse réalise une petite danse pour célébrer le passage à l'âge adulte d'Hermione et de sa sœur Virginia à Hadspen.

### Carrière
Après un court séjour aux États-Unis, Hermione Hobhouse accepte un emploi de chercheuse pour ITV Granada. Après ce mandat, elle se lance dans une carrière d'écrivaine indépendante. Son premier ouvrage, publié en 1959, du ward de Cheap dans la Cité de Londres. En 1971 elle est l'auteure de Lost London dans l'introduction duquel elle écrit : 

« Londres est menacée par la sombre perspective d'un avenir similaire à celui de Manhattan, devenant une ville composée des très riches et des très pauvres, une ville inaccessible et de plus en plus peu attrayante pour les classes moyennes et les jeunes familles avec enfants à élever… »

— Hermione Hobhouse, Lost London, 1971.
Entre 1973 et 1978, elle fait des lectures sur l'histoire de l'architecture au sein de l'association d'architecture ainsi qu'aux États-Unis dans les années 1980,. En 1976, Hermione Hobhouse succède à Jane Fawcett au poste de sécrétaire de la Société Victorienne, un groupe qui milite pour conserver des bâtiments victoriens et edwardiens. Un président ultérieur, Peter Howell, dira d'elle sur cette période :

« Ses qualifications académiques, ainsi que ses compétences en réseautage (elle ne manquait jamais une fête), ont contribué à rehausser le profil de la société. »

— Peter Howell.
Une de ces assistante dans la société victorienne se souvient :

« Les lundis, elle arrivait souvent aux bureaux de la Vic Soc [à Bedford Park] directement depuis le Somerset, portant des bottes en caoutchouc Wellington et transportant des paniers en osier remplis de fruits et légumes de sa propre récolte. Lorsque nous co-organisions des dîners pour la Vic Soc, sa compétence improbable était de dépecer, découper et désosser un grand poulet, puis de remettre la chair à l'intérieur de sa peau, un tour de magie culinaire qui aurait rendu fier n'importe quel chef célèbre de l'époque édouardienne. »

— Louise Nicholson.
Elle gardera ce secrétariat jusqu'en 1983 pour rejoindre le poste d'éditrice générale du Survey of London. Pendant son mandat elle supervise la publication de volumes sur Kensington ainsi que la perspective de couvrir la région des Docklands de l'Est de Londres à une époque où elle est en pleine évolution et en développement. Elle édite également une monographie pour l'enquête sur l'ancien hôtel du comté de Greater London Council.

### Vie privée
Hermione Hobhouse épouse l'architecte Harry Graham en 1958. Ensemble ils ont deux enfants, Francis et Harriet, avant de séparer à l'amiable. Elle décède le 17 octobre 2014, à l'âge de 80 ans.

## Sélection d'œuvres
- (en) The Ward of Cheap in the City of London : A Short History, 1959, 160 p..
- (en) Lost London : A Century of Demolition and Decay, MacMillan, 1971, 250 p. (ISBN 9780333198261).
- (en) Thomas Cubitt : Master Builder, Université du Michigan, MacMilian, 1971, 568 p. (ISBN 9780333007808).
- (en) A History of Regent Street : A Mile of Style, Université du Michigan, Phillimore, 1975, 196 p. (ISBN 9781860772481).
- (en) Oxford & Cambridge  (ill. Richard Gloucester), Université de Californie, MacDonald General Books, 1980, 184 p. (ISBN 9780354044691).
- (en) Prince Albert, His Life and Work, H. Hamilton, 1983, 182 p. (ISBN 9780241111420).
- (en) Kensington Square to Earl's Court, vol. 42, coll. « Survey of London », 1986.
- (en) Hermione Hobhouse et Ann Saunders, Good and Proper Materials : The Fabric of London Since the Great Fire : Papers Given at a Conference Organised by the Survey of London at the Society of Antiquaries on 21 october 1988, Royal Commission on the Historical Monuments of England, coll. « London Topographical Society », 1989, 70 p. (ISBN 9780902087279), chap. 140.
- (en) The Monarchy and the Middle Classes : The Role of Prince Albert, 1989.
- (en) County Hall, vol. 17, Athlone Press, coll. « Survey of London: Monographs », 1991.
- (en) Poplar, Blackwall and Isle of Dogs, vol. 43 et 44, University of London & History of Parliament Trust, coll. « Survey of London », 1994.
- (en) London Survey'd : The Work of the Survey of London 1894-1994, Université du Michigan, Royal Commission of the Historical Monuments of England, 1994, 85 p. (ISBN 9781873592199).
- (en) The Contribution of Prince Albert to British Education, 2000.
- (en) The Crystal Palace and the Great Exhibition : Art, Science, and Productive Industry : a History of the Royal Commission for the Exhibition of 1851, Continuum, 2002, 451 p..
- (en) Iron and Glass : The Crystal Palace and Its Successors, Routledge, 2018, 280 p. (ISBN 9780754653844).